# Ilex intricata
Ilex intricata är en järneksväxtart som beskrevs av Joseph Dalton Hooker. Ilex intricata ingår i släktet järnekar, och familjen järneksväxter. Inga underarter finns listade i Catalogue of Life.